# Долина Драйзаму
47°58′50″ пн. ш. 7°55′18″ сх. д. / 47.980555555556° пн. ш. 7.9216666666667° сх. д.

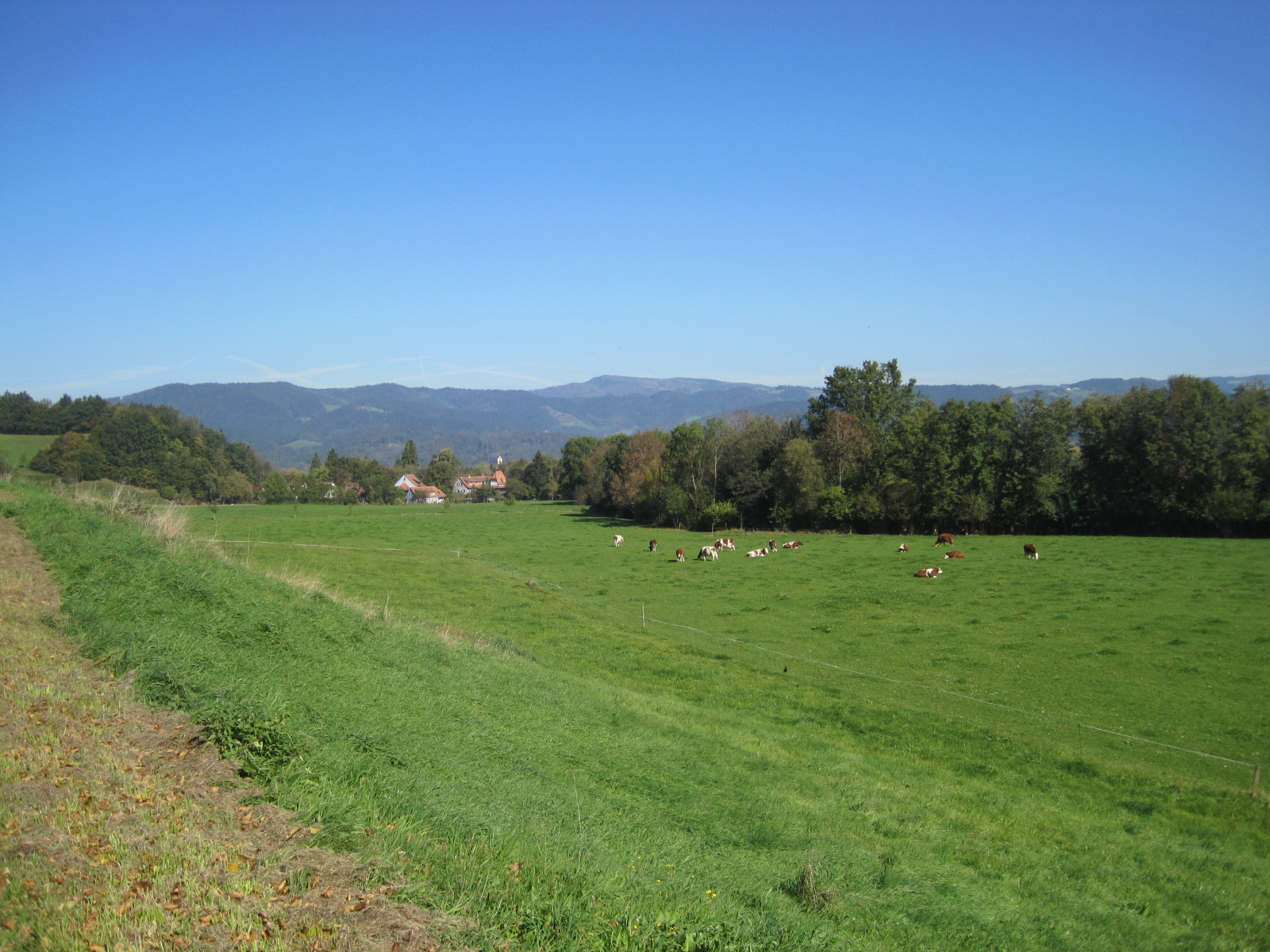
Луки долини Драйзаму

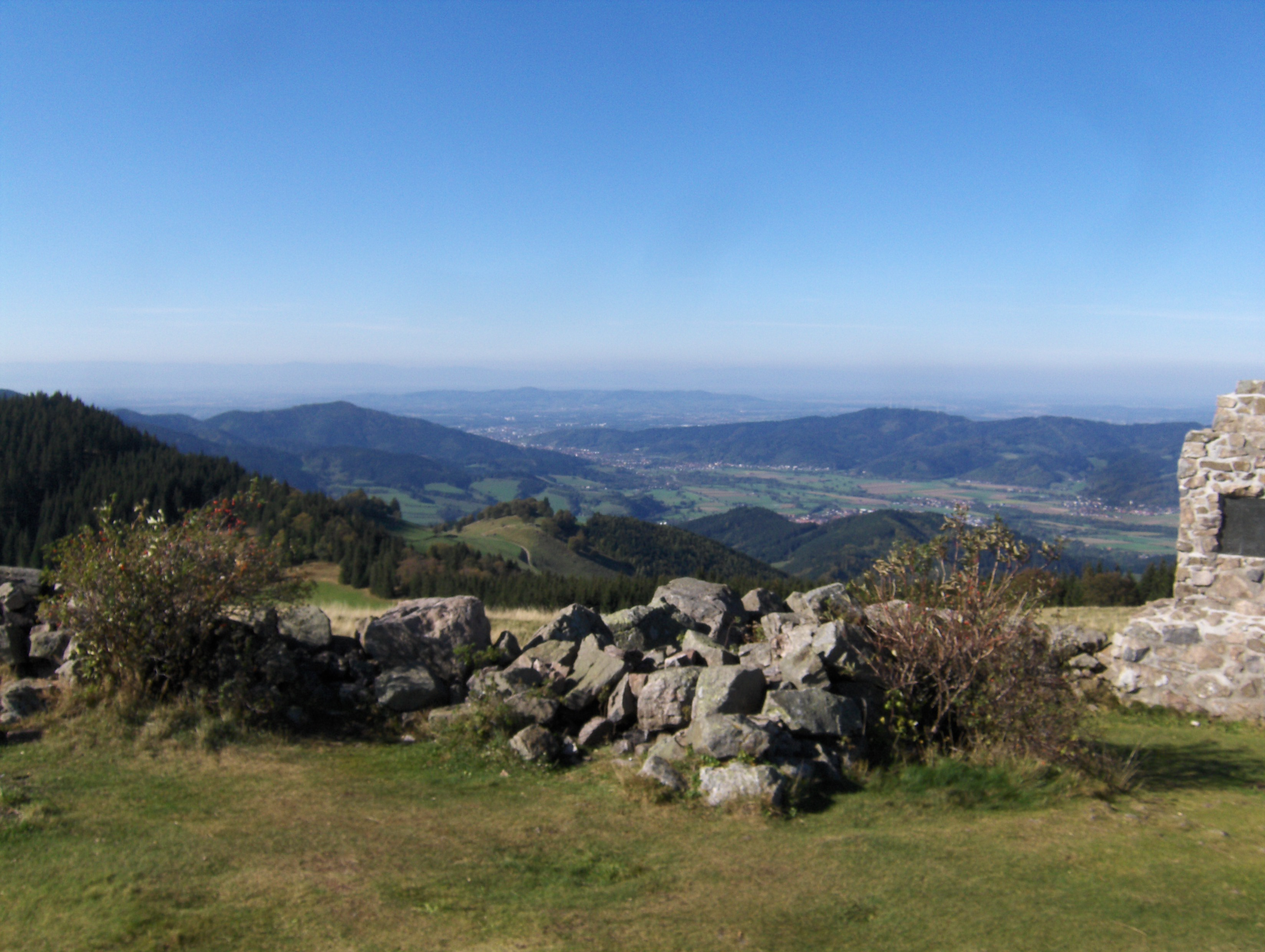
Вид на долину з Гінтервальдкопф

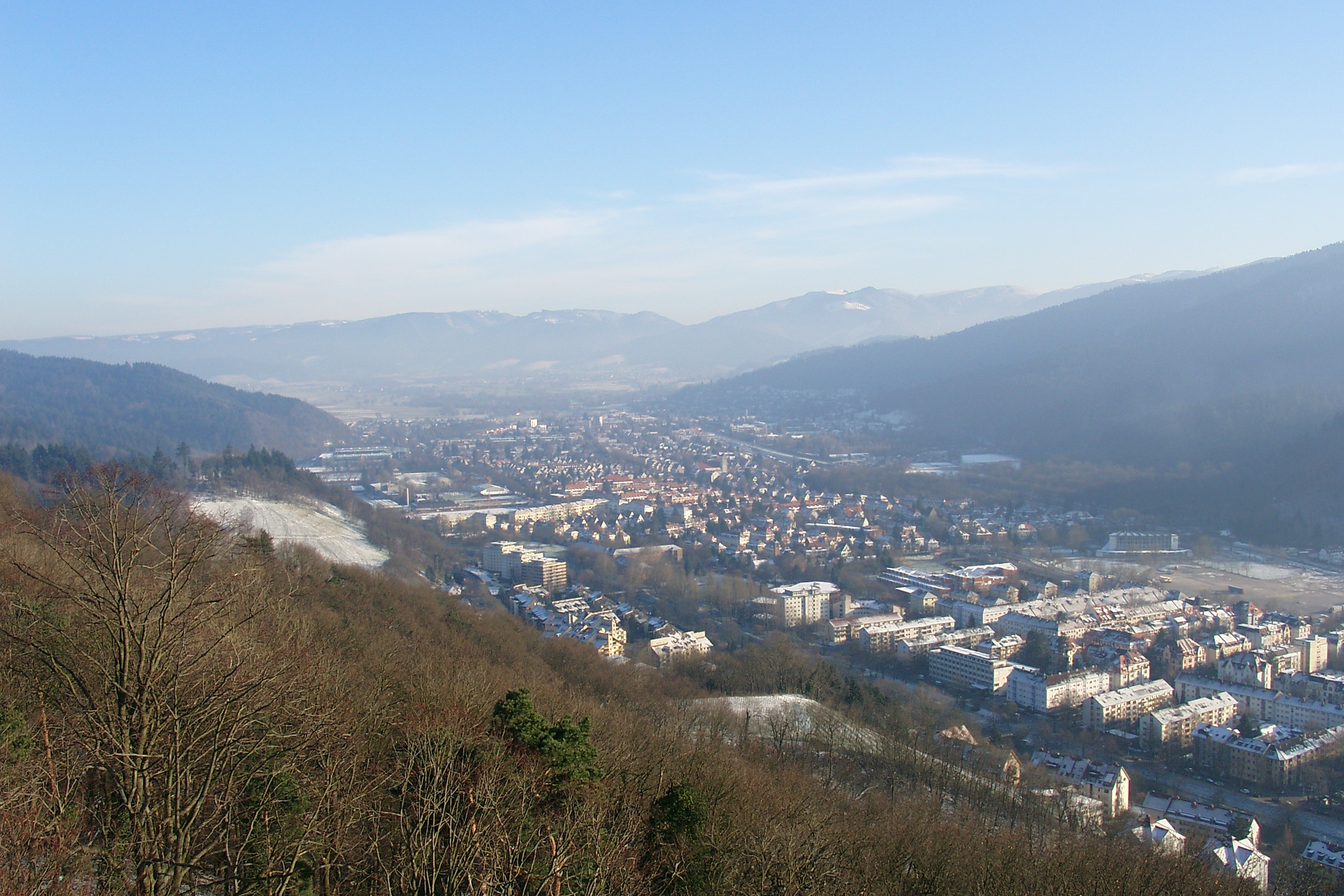
Вид на Фрайбург у напрямку долини взимку

Долина Драйзаму (нім. Dreisamtal) — долина на схід від південнонімецького міста Фрайбург. 
Долина розташована в природному парку Південний Шварцвальд у землі Баден-Вюртемберг.

## Розташування
Долина Драйзаму тягнеться на кілька кілометрів на схід від Фрайбургу, де вона розширюється в широку рівну долину, басейн Зартенер (нім. Zartener Becken). 
Головним містом долини є Кірхцартен, до складу якого входить село Зартен, що засновано кельтами (Тародунум). 
Інші місця в долині: Штеген, де долина Ешбаху виходить до Занкт-Петеру, Бухенбах, де виходить долина Вагенштайг, що прямує від Занкт-Мерген, долина Гелленталь , яка спускається з Гінтерцартену, Оберрід, де долина Оберрід спускається з Ночрай. 
Фрайбурзькі райони Каппель, Ебнет і Літтенвайлер також знаходяться в межах долини Драйзаму.

## Гідрологія
Однойменна річка протікає через долину Драйзаму, яка утворилася осадовими відкладеннями з потоків, що впадають у річку Драйзам. 
Щороку з усієї долини забирається понад 10 млн м³ підземних вод, значна частина яких забезпечує питною водою місто Фрайбург. 
Тому плоске дно долини є частково водоохоронною територією. (для порівняння, річний відтік підземних вод з долини становить менше 15 млн м³)

## Транспорт
B 31 і залізниця Геллентальбан проходять через долину Драйзаму, кожна з яких веде від Фрайбурга до Шварцвальду .

## Туризм
Для багатьох туристів долина Драйзаму відома в основному своїми пішохідними та гірськими велосипедними стежками через Шварцвальд. 
Близькість до Фрайбургу, а також до сусіднього Ельзасу робить цей район популярним напрямком. 
З долини легко дістатися до пагорбів Шауїнсланд і Фельдберг, найвищої гори Шварцвальду.

## Природоохорона
Частини долини визначено ландшафтним заповідником, від східної межі міста Фрайбург до Бухенбаха між нижньою течією потоку Вагенштайгбах і нижньою течією струмка Ротбах.